# Påskbergsskolan
Påskbergsskolan är en grundskola på Ringvägen 97 i Varberg.
Skolan uppfördes 1952-1953 efter ritningar av arkitekten Paul Hedqvist. Skolan rymde då Varbergs högre allmänna läroverk, som lämnat det gamla läroverket (numera Varbergs stadshus) i Norra förstaden. Läsåret 1970-1971 fick gymnasieskolan nya lokaler, då Peder Skrivares skola öppnades. Påskbergsskolan gjordes då om till grundskola.